# Emilio de la Cámara Perona
Emilio de la Cámara Perona (Jaén, 12 de juliol de 1944) és un atleta andalus d’adopció mallorquina. Com esportista ha assolit rellevància dedicat a l'atletisme per a veterans.

## Biografia
D'origen social molt modest, va començar jugant a futbol al seu Jaén natal. Posteriorment es va traslladar a Madrid i definitivament a Mallorca el 1966, on va exercir diversos treballs relacionats amb el turisme. A finals dels anys 60 abandona la pràctica del futbol i comença a arbitrar a categories territorials, arribant a Tercera Divisió com a col·legiat i a Primera Divisió com àrbitre assistent.
Els seus inicis en la competició atlètica es varen donar al Campionat d'Espanya de Coslada (Madrid) de 1986 i la seva primera experiència internacional va ser al Campionat d'Europa de Budapest (Hongria) de 1990, ja en categories destinades a veterans. A partir de llavors, durant més de trenta anys de competició de la Cámara ha aconseguit multitud de campionats i podis en competicions nacionals, europees i mundials en les diverses categories de veterans, així com una vintena de rècords. Des de l'inici de la seva carrera esportiva ha format part del Club Atletisme Fidípides (Palma), entitat que actualment presideix.

## Honors i guardons
- Cross Emilio de la Cámara, prova anual d’atletisme a l’aire lliure organitzada pel CA Fidípides des de 1989.[6]
- Millor atleta veterà espanyol, guardó concedit per la Reial Federació Espanyola d'Atletisme (2004, 2005 i 2010).[7][8]
- Millor atleta veterà europeu del 2010, guardó concedit per l'Associació Europea d'Atletisme el 22 de gener de 2011.[9]
- Medalla d'Honor i Gratitud de l'Illa de Mallorca, distinció concedida pel Consell de Mallorca el 24 d'abril de 2018.[10]
- Cornelius Atticus (2022), màxima condecoració esportiva del Govern de les Illes Balears.[11] Amb anterioritat havia estat candidat els anys 2017 i 2019.[12][13]